# Manfred Krug
Manfred Krug (Duisburg, 1937. február 8. – Berlin, 2016. október 21.) német színművész, énekes, dalszerző, író. Pályája első évtizedeiben a NDK-ban működött, színészi teljesítményéért magas állami kitüntetéseket kapott, a rendszer egyik kegyeltjévé vált. Dalszerzőként a Clemens Kerber, rádiós szerkesztőként az Isa Karfunkelstein álneveket is használta. 1977-ben egy polgárjogi tiltakozó akcióban való részvételéért szilenciumot (fellépési, közlési tilalmat) kapott. Kivándorolt Nyugat-Németországba. Színészi és énekesi karrierjét újrakezdte, további sikereket aratva és elismeréseket szerezve.

## Élete

### Gyermekkora
Rudolf és Alma Krug fiaként született Duisburgban. Apja acélipari mérnök volt, aki először a Thyssen-Krupp duisburgi acélöntödéjében, majd fiának, Manfrednak születése után Osnabrück mellett, a georgsmarienhüttei acélgyárban dolgozott. 1939-ben a második fiú, Roger születése után a család a Berlin melletti Hennigsdorfba költözött, az apa az itteni acél- és hengerműben kapott munkát. Az acéliparban dolgozók mentesültek a katonai szolgálat alól, de az acélipari létesítmények lebombázása után az apát behívták katonának, és a keleti frontra került.
A gyermek Manfred nagyanyjánál, Duisburgban átélte a város elleni terrorbombázásokat. A háború végén anyjánál, Hennigsdorfban élt. Apja túlélte a keleti fronot, és a brit megszállási zónában került hadifogságba. Manfred ismét nagyanyjához került, a jobb ellátási helyzet miatt. Duisburgban járta ki az általános iskolát. Apját elengedték a fogságból, de munkalehetőség után járva keveset volt otthon. Anyja egy másik férfival állt össze. A szülők 1948-ban elváltak, kisöccse, Roger az anyjánál maradt, Manfredot ismét Duisburgba küldték nagyanyjához, akinek áldozatos gondoskodásáról későbbi írásaiban szeretettel és hálával emlékezett meg. Duisburgi iskolai élményeiről, a szegényebb gyerekeket megalázó és kitaszító osztálykülönbségekről keserűen nyilatkozott.

### Élete az NDK-ban

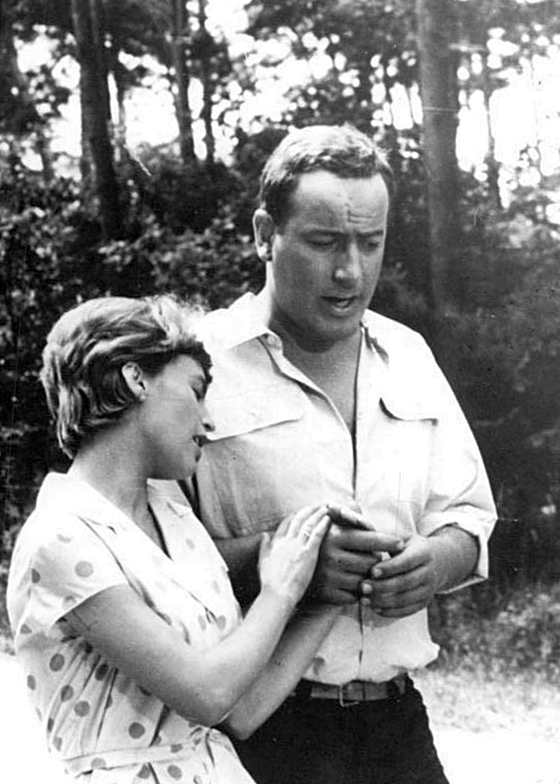
Krug és Christel Bodenstein az Egy nyár története forgatásán (1962)

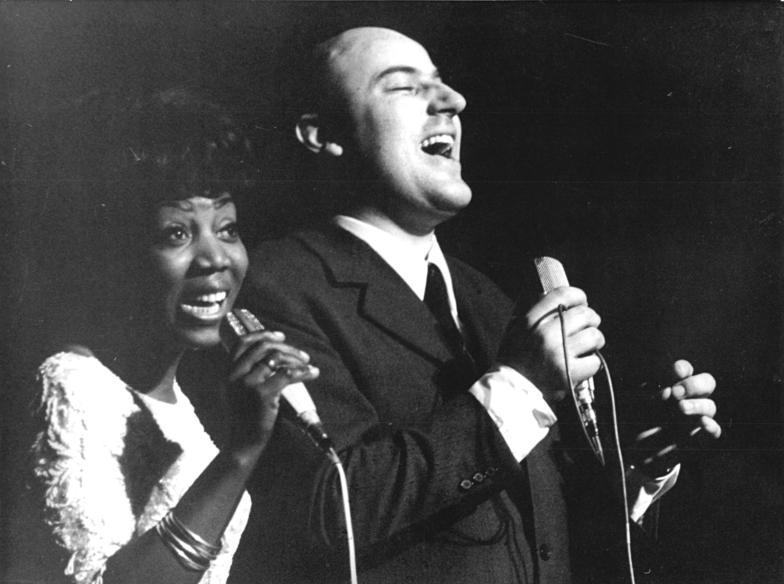
Manfred Krug és Etta Cameron (1970)

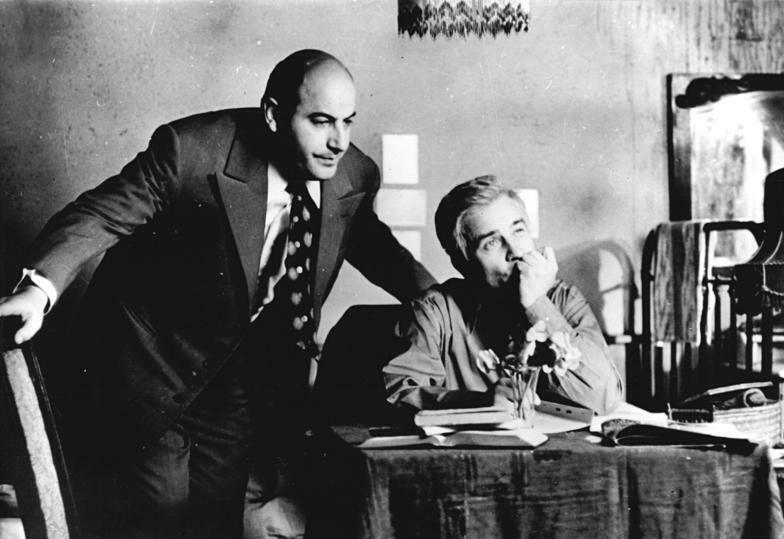
Krug (b) és Armin Mueller-Stahl (j) Az összeesküvők főszereplői (1971)

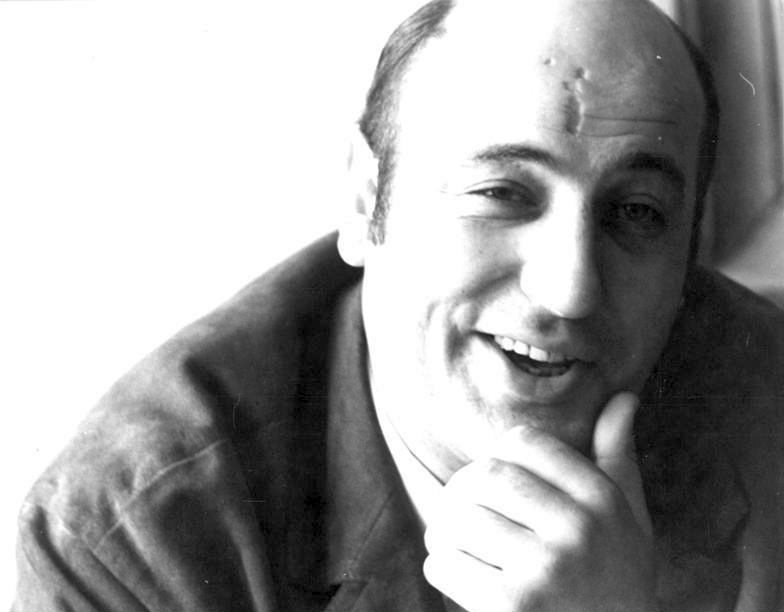
Manfred Krug (1971)

1949-ben apja bírósági végzést szerzett, mely Manfréd gondozását neki ítélte. Apja magával vitte a frissen megalakult Német Demokratikus Köztársaságba. Duisburgból Lipcsébe költöztek. Manfred a Brandenburg an der Havel-i acél- és hengerműben acélöntő mesterséget tanult. (Egykori munkahelye ma ipari múzeum). Egy kifröccsenő folyékony acélcsepptől megsérült, markáns heg maradt a homlokát. Közben esti tagozaton végezte a gimnáziumot. Nem akart apja nyomdokába lépni, érettségi után a Berlini Állami Ernst Busch Színművészeti Főiskolára jelentkezett. Felvették, de tanulmányait fegyelmi probléma miatt meg kellett szakítania. 1955–1957 között színésznövendékként dolgozott Bertolt Brecht színházában, a Berliner Ensemble-ban.
1957-től kapta első filmszerepeit mozifilmekben és az NDK állami televíziójában. Serdülő srácokat, főleg ifjú csibészeket alakított. 1960-ban szerepet kapott Frank Beyer sikeres kalandfilmjében, a spanyol polgárháború idején játszódó Öt töltényhüvely-ben. Itt kötött életre szóló barátságot idősebb pályatársával, Armin Mueller-Stahllal. Apjához hasonlóan Krug is a szociáldemokraták által képviselt társadalmi igazságosság elvét vallotta, erős proletár öntudata volt, véleményét nyíltan kimondta. Elutasította a sztálini kommunizmust, sohasem lépett be az állampártba, de 1961-ben azok között volt, akik üdvözölték a berlini fal felépítését, mert úgy látta, a 2 milliónyi szakmunkás és értelmiségi polgárát elvesztett NDK más módon nem maradhat fenn. 1965-ben König Drosselbart című DEFA-mesefilmben címszerepet kapott, Karin Ugowski oldalán. A fal felépítése után az NDK pártvezetés átmenetileg enyhítette a kultúra ideológiai szigorát. 1966-ban készült Frank Beyer következő filmje, A kő nyoma, amely az NDK-s melósok életét mutatta be, Krug egy sikeresen dolgozó, de nagypofájú, öntörvényű, kritikus szellemű brigádvezetőt alakított, női partnere a lengyel Krystyna Stypulkowska volt. A film az előzetes vetítéseken kiváló kritikát kapott. A pártvezetés azonban rövidesen visszatért a kemény irányvonalhoz. A szocialista nagyvállalat hibáit bíráló filmjelenetek felháborodást váltottak az állampárt vezetésében. A kő nyoma bemutatóján a pártszervezetek provokátorai botrányt robbantottak ki, három nap múlva a cenzúra betiltotta a filmet, azt csak a német rendszerváltás után vetíthették ismét. Beyer évekig nem rendezhetett új filmet. Krugot népszerűsége megóvta a retorzióktól, továbbra is a rendszer kedveltje maradt.
Krug dzsessz zenészként és énekesként is népszerűséget szerzett az NDK-ban. 1969-ben Walter Felsenstein, a berlini Komische Oper alapítója és első intendánsa őt szerződtette Sporting Life szerepére George Gershwin Porgy és Bess c. operájához, melynek első NDK-beli ősbemutatójára 1970. január 24-én került sor, Götz Friedrich rendezésében. 1971-től Krug – Günther Fischer zeneszerzővel közösen – több nagylemezt adott ki, ahol igényesen hangszerelt slágereket és sanzonokat énekelt. Az 1960–70-es években maga is írt dalszövegeket, Clemens Kerber álnéven. „Greens” című nagylemezén nemzetközi dzsessz-alapműveket énekelt, a legnagyobb sikert a House of the Rising Sun-nal aratta. Fellépett a „Lyrik–Jazz–Prosa” nevű korabeli kultúrfesztiválokon, több prózai felvételét évtizedekkel később is rendszeresen adják a német rádióban és televízióban. Fellépett számos televíziós kultúr- és varietéműsorban. Martin Eckermann ötrészes televíziós sorozatában, a Wege übers Land-ban, amely a német parasztság sorsát mutatja be a nácizmus, a világháború, a kitelepítés, a földreform (államosítás), majd a termelőszövetkezetek alakításának idején, Krug a kommunista Willi Heyert alakítja, aki a nagygazdákkal konfrontálódik. Ezért az alakításáért 1968-ban, az NDK fennállásának 19. évfordulóján Walter Ulbricht, az NSZEP főtitkára, az Államtanács elnöke személyesen adta át neki az NDK Nemzeti Díját. Német szinkronszínészként is emlékezetes teljesítményt nyújtott.

### Kegyvesztése, kivándorlása
1976 novemberében Wolf Biermann rendszerkritikus énekes-zenészt egy kölni koncert után megfosztották állampolgárságától és nem engedték vissza az NDK-ba. A NDK-beli művészvilágot megosztotta az intézkedés. A rendszerhű művészek lelkesen üdvözölték a lépést, a demokratikus érzelműek azonban tiltakoztak és aláírásokat gyűjtöttek Biermann érdekében. Sok íróval, művésszel és színésszel együtt Manfred Krug is aláírta a tiltakozást, emiatt valamennyiüket eltiltották hivatásuk gyakorlásától, többük ellen politikai izgatásért rendőri eljárást indítottak. Az állampárt agit-prop osztálya először egyezkedni kívánt velük. Többen, akik a fenyegetések hatására sem vonták vissza aláírásukat, börtönbe kerültek. A népszerű Krugot nem merték „intézkedés alá vonni”, de ő is szilenciumot kapott, semmilyen megbízást, fellépést nem kaphatott, írásait nem publikálhatta.

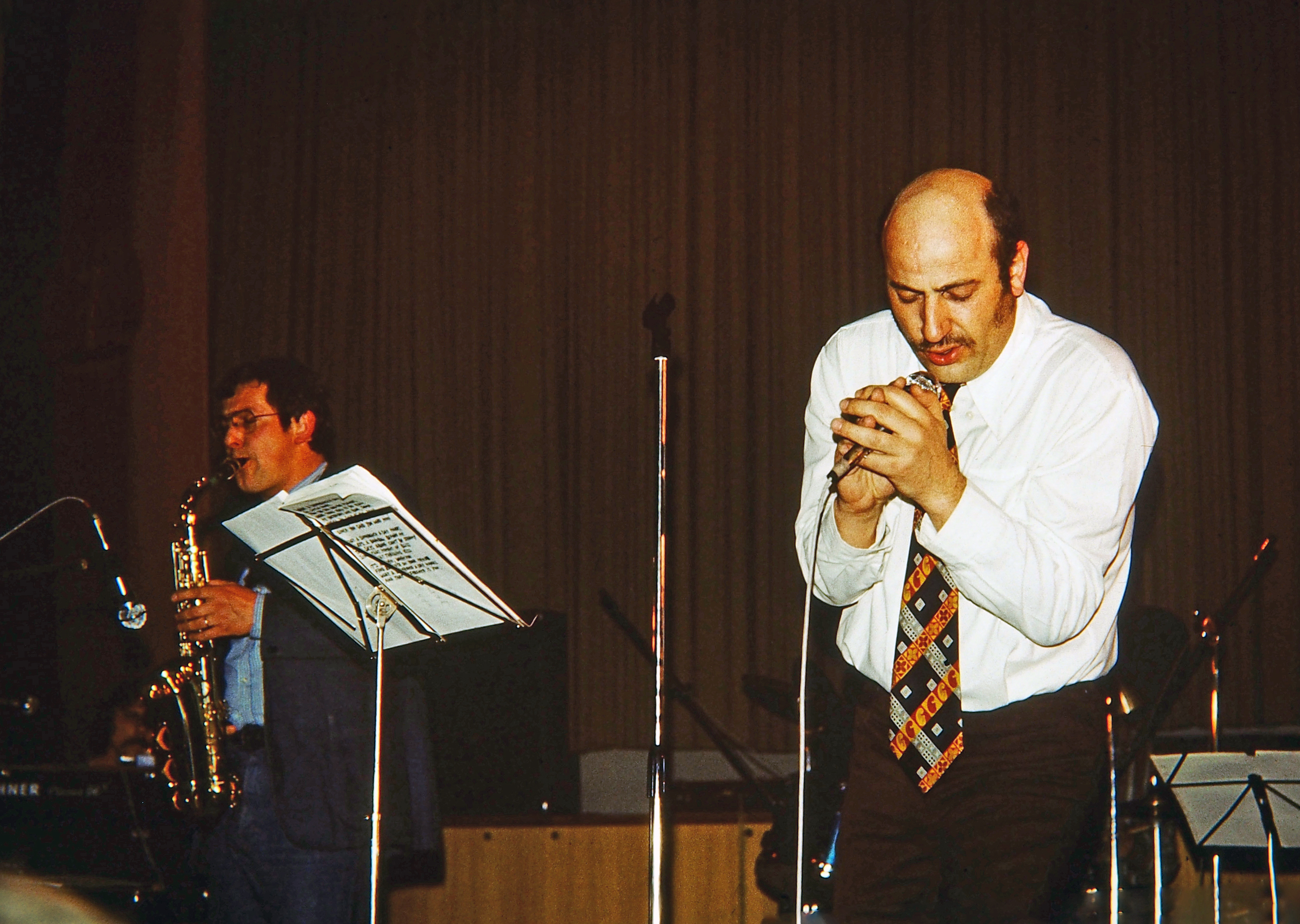
Günther Fischer (b) és Krug (j), egy freibergi koncerten (1977)

Korábban leszerződött koncertjeinek egy részét még megtarthatta, utoljára 1977. április 12-én lépett fel Wismarban a Günther-Fischer-Quintett-tel. A koncertről lemezfelvétel is készült. A koncerten Stasi-ügynökök figyelték a nézőket és résztvevőket.
1977. április 19-én kivándorlási kérelmet adott be. A pártsajtó kikezdte hírnevét. Hamis híreket közöltek, hogy Krug titkos bankszámlákat tart fenn Svájcban. Hosszas huzavona, ígérgetés és fenyegetés után megkapta az engedélyt. 1977. június 20-án elhagyta Kelet-Berlint. Otthonát és baráti körét a Stasi mindvégig szoros megfigyelés alatt tartotta. 1990 után kiderült, hogy közvetlen kertszomszédja is a Stasi beépített embere volt.
A német–német határt átlépve a ZDF riportere fogadta. Krug a könnyeivel küszködve mondta el: nem maga az ország hiányzik neki, hanem hátrahagyott barátai, rokonai, színész- és zenésztársai, és az őt szerető nézők, akiknek távozásával csalódást okozott.

### Élete az NSZK-ban
Nyugat-Berlin Tempelhof–Schöneberg városrészébe költözött. Szívesen fogadták, szinte azonnal kapott megbízásokat, művészi karrierje hézagmentesen folytatódott. Első nagy nyugati szerződését az ARD által 1977–1992 forgatott Úton (Auf Achse) televíziós kalandfilmsorozatban kapta, Franz Meersdonk kamionsofőrt alakította. Egzotikus színhelyeken forgatott, Dél-afrikai Köztársaságban, és a dél-amerikai Atacama-sivatagban, ahová NDK-polgárként nem juthatott volna el. Ezután több filmben és sorozatban párhuzamosan dolgozhatott, változatos szerepekben.
Országos népszerűségét a Berlini ügyvéd (Liebling Kreuzberg) tévésorozat hozta meg, amelynek főszereplőjét, az öntörvényű és szoknyavadász Robert Liebling ügyvéd alakját szinte az ő testére szabták. Az első három évad forgatókönyvét Krug barátja, Jurek Becker írta. Krug megjelent a Szezám utca gyerekfilmsorozatban is. Az NDR televízió Tetthely (Tatort) sorozatának Hamburgban játszódó évadaiban a Stoever és Brockmöller páros egyik tagját, Paul Stoever felügyelőt Manfred Krug, társát, Peter Brockmöller felügyelőt barátja, Charles Brauer alakította. Krug külön megtanulta a hamburgi német dialektust. 1984–2001 között a sorozat 41 epizódjában szerepelt. Egy 2008-as felmérés alapján Krug–Brauer páros népszerűsége rögtön a csúcstartó  Götz George (Schimanski felügyelő) után következett.
Krug az NSZK-ban is megkísérelt énekesként is érvényesülni, de első lemeze visszhang nélkül maradt. Elfogadva a realitást jó két évtizeden át nem próbálkozott újra. A 2000-es évektől Uschi Brüning dzsesszénekesnővel együtt koncertezett, Manfred Krug liest und s(w)ingt cím alatt. Ismét szárnyára kapta a siker. Utolsó koncertjét 2016. augusztus 5-én adta a brandenburgi Storkowban.

### Irodalmi munkái, önéletrajzai
Távozása után húsz évvel, 1996-ban Krug megírta és kiadta „Abgehauen” (kb: „Elhúztam”) című önéletrajzi könyvét, amely nagy sikert aratott. Ebben leírta távozásának körülményeit is. Bemutatta a rendszerért nem rajongó NDK-polgárok életének mindennapjait is. A könyv első részében beszámol az ő kelet-berlini lakásában megtartott – és Krug által titokban lehallgatott – bizalmas megbeszélést, ahol a sajtó és kultúra irányításért felelős pártvezetők igyekeztek rávenni a odarendelt művészeket, hogy vonják vissza Wolf Biermannt támogató aláírásukat. A tárgyaláson részt vett egyfelől az NSZEP három vezető funkcionáriusa: Werner Lamberz a Politikai Bizottság Agitációs és Propaganda osztályának vezetője; Karl Sensberg, a helyettese és Heinz Adameck, az NDK állami televíziójának intendánsa (főigazgatója), másfelől tizenkét ismert NDK-s író és színművész: Stefan Heym, Jurek Becker, Christa Wolf, Hilmar Thate, Klaus Schlesinger, Jutta Hoffmann, Dieter Schubert, Ulrich Plenzdorf, Heiner Müller, Frank Beyer és Angelica Domröse. A második rész Krug naplófeljegyzéseit tartalmazza a kiutazási kérelem beadásának napjától kezdve a Nyugat-Németországban való letelepedésééig. Ebben rögzítette a vele és bajtársaival szembeni politikai zaklatás eseményeit. Az őt fenyegető pártvezetőnek, Werner Lamberznek nyíltan megmondta: ha bármi történik vele vagy családjával, naplóját megkapják a nyugati újságok. A harmadik rész bemutatja azokat jelentéseket, amelyeket a Stasi ügynökei készítettek róla. A rendszerváltás után, 1993-ban Krug betekinthetett a rá vonatkozó Stasi-aktákba. Innen megtudta, hogy kelet-berlini szomszédja is kémkedett utána. Legnagyobb csalódása azonban Günther Fischer volt, zenésztársa és jóbarátja, aki szintén beépített Stasi-embernek bizonyult, és számos jelentést adott kollégáiról. Fischer bocsánatkérését Krug visszautasította, és nyílt levélben számolt le barátságukkal, szarkasztikusan „kleines Mozartarschloch”-nak („kis Mozart-seggfejnek”) nevezve volt barátját.
1998-ban Frank Beyer rendező azonos címmel dokumentum-játékfilmet készített Krug könyvéből. A dokumentáris visszaemlékezésekben maga Manfred Krug szerepel, a megrendezett filmjelenetekben Peter Lohmeyer formálta meg őt.

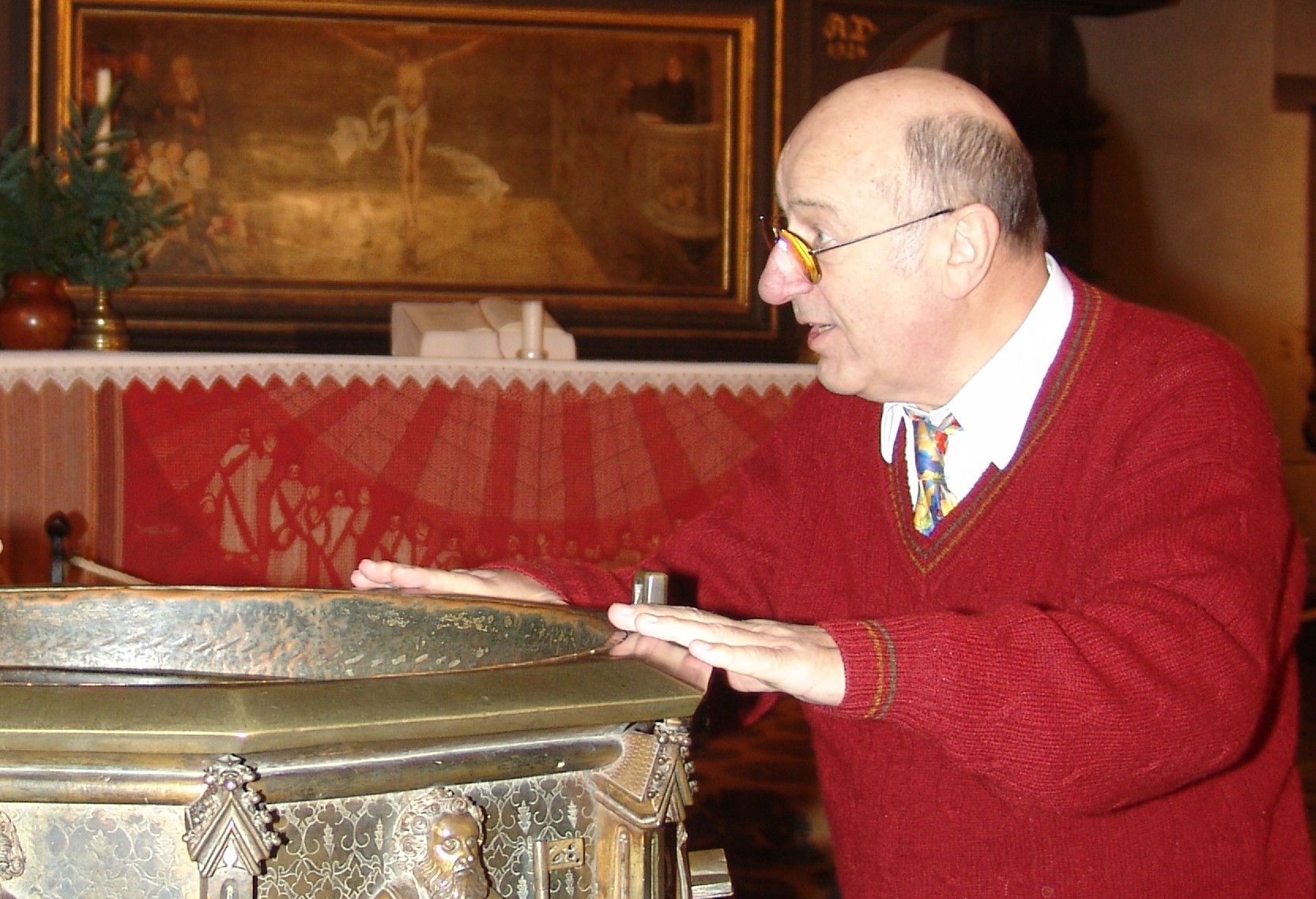
Manfred Krug (2007)

Születésének 80. évfordulóján, 2017-ben a német ZDF televízió dokumentumfilmet készített életéről, „Manfred Krug – Eine deutsch–deutsche Geschichte” címmel.
Mindkét önéletrajzi műve, az 1996-os „Abgehauen” és a 2005-ös „Mein schönes Leben” is könyvsikerré vált. 2008-ban megjelent Schweinegezadder című elbeszéléskötete. Emellett Krug rádiós hangjátékokban és filmes szinkronhangként is szerepelt. Irodalmi hangoskönyveket is kiadott.

### Reklámszereplései
Népszerűsége csúcsán Krug reklámszerződéseket is kötött, többek közt a Pan Am légitársasággal. 1996-ban a Deutsche Telekom tőzsdei bevezetését előkészítő reklámkampányban a „T-részvények” vásárlására ösztönözte a nézőket, hallgatókat. Ezek értéke azonban a bevezetés után lezuhant, a kisbefektetők kárt szenvedtek. Egy TV-interjúban Krug a T-részvényesek elnézését kérte, hogy rá hallgatva vásároltak, és veszteséget szenvedtek. A Deutsche Telekom ezután szerződést bontott vele. Egy évtizeddel később, 2007 januárjában egy Stern magazinnak adott interjúban reklámszerepléseit pályája legnagyobb szakmai hibájának nevezte, és megismételte, hogy őszintén bocsánatot kér minden embertársaitól, akik az ő ajánlására részvényeket vettek és csalás áldozataivá váltak.
Egy jogvédelmi biztosításokat kínáló cég Advocard-reklámkampányában Krug „Liebling ügyvédként” jelent meg, rájátszva a Berlini ügyvéd (Liebling Kreuzberg)-ben játszott népszerű alakítására. 2010-ben a Mercedes-Benz Bank hirdetési kampányában az Úton című kamionos sorozat gegjeit idézte. A Dyckerhoff cementgyárról készült cégbemutató filmklipben narrátorként szerepelt.

### Magánélete, családja, elhunyta

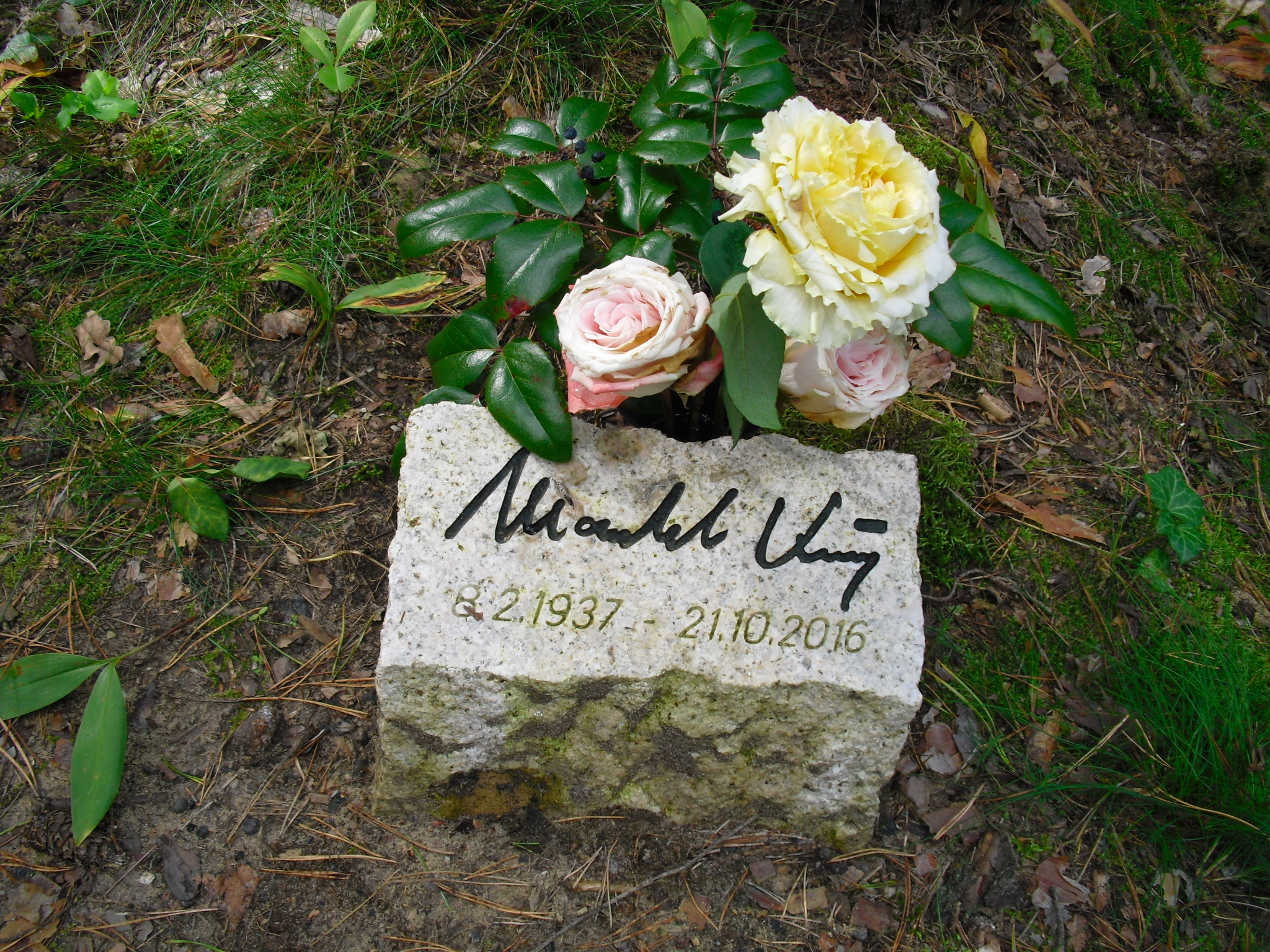
Krug sírköve, autogramjával a stahnsdorfi temetőben

Manfred Krug, aki ifjú korában nagy szívtipró hírében állt, 1963-ban, barátai számára is váratlanul megnősült, egy nála hat évvel fiatalabb pedagógus-hallgatót, Ottilie-t vette feleségül. Manfred haláláig együtt maradtak, házasságukból három gyermekük született. Középső leányuk, Fanny (Josephine) Krug (*1970) logopédus, majd apja nyomdokába lépve énekes- és színésznő lett. Többször fellépett édesapjával együtt. 2002-ben a bulvársajtó megszellőztette, hogy Krugnak van még egy házasságon kívüli gyermeke is. A házasság túlélte a krízist, a feleség kitartott férje mellett.
Élete utolsó évtizedében Manfred Krug feleségével és Daniel fiával együtt Berlin Charlottenburg kerületében élt. Itt hunyt el 2016. október 21-én, 79 éves korában, családja körében, tüdőgyulladás következtében. November 3-án a Potsdamtól keletre fekvő Stahnsdorfban temették el.

## Munkássága

### Magyarországon bemutatott filmjei
- 1957: Koldusdiák (Mazurka der Liebe) - egy ifjú
- 1957: A kis hazug (Vergeßt mir meine Traudel nicht) - járókelő
- 1959: Áru Katalóniának (Ware für Katalonien) - fiatal csempész
- 1959: 57-es riport (Reportage 57) - Biene
- 1960: Öt töltényhüvely (Fünf Patronenhülsen) - Oleg
- 1962: Királyi gyermekek (Königskinder) - százados
- 1962: Revüparádé (Revue um Mitternacht) - Alexander Ritter
- 1963: Egy nyár története (Beschreibung eines Sommers) - Tom Breitsprecher
- 1963: A bűnös visszatér (Nebel) - dzsesszénekes
- 1963: A bokszoló és a halál (Der Boxer und der Tod) - Sturmbannführer Walter Kraft
- 1963: Szereti az embereket professzor úr? (Der Andere neben dir), tévéfilm - Schulz sofőr
- 1964: Utánam, gazfickók! (Mir nach, Canaillen!) - Alexander
- 1965: Kaland az Aranyparton (Die antike Münze) - Karl Schneider
- 1966: A kő nyoma (Spur der Steine) - Hannes Balla
- 1968: Búcsúzás (Abschied) - Sack
- 1968: Flórián kapitány (Hauptmann Florian von der Mühle) - Flórián kapitány
- 1969: Velem nem, asszonyom! (Mit mir nicht, Madam!) - több szerepben
- 1970: Fiatalasszony 1914-ben (Junge Frau von 1914), tévéfilm - Wilhem Pahl
- 1970: Hogyan fogtam el az őrnagyomat? (Meine Stunde Null) - Kurt Hartung
- 1971: Huszárok Berlinben (Husaren in Berlin) - Hadik András gróf
- 1971: Az összeesküvők (Die Verschworenen), tévésorozat - Bobbi Thiel
- 1972: Az ellopott csata (Die gestohlene Schlacht)- Christian Kaesebier
- 1972: Eltűnt nyolc űrhajó (Eolomea) - Daniel Lagny (német) szinkronhangja
- 1972: A család őrangyala (Der Mann, der nach der Oma kam), - énekes
- 1973: A Stülpner-legenda (Stülpner-Legende), tévésorozat - Karl Stülpner
- 1974: Hogyan kell egy szamarat etetni? (Wie füttert man einen Esel) - Fred Stein
- 1974: A két aranyásó (Kit & Co) - Wild Water Bill
- 1978: Sem veled, sem nélküled (Das Versteck) - Max Brink
- 1976-1979: Búcsú a békétől (Abschied vom Frieden), tévésorozat - Marko Gelusich
- 1981: Álomhajó (Das Traumschiff), tévésorozat, Karibik epizód - Walter Perschmann
- 1983: Álomhajó (Das Traumschiff), tévésorozat, Marokkó epizód - Ulrich Möbius
- 1982: Jakob és Adele 'Jakob und Adele), tévésorozat - Gröner, házmester
- 1984: Jud Süß (Josef Süß Oppenheimer), tévéfilm - a herceg
- 1982-1985: Szezám utca (Sesame Street) - Manfréd
- 1983-1988: Krimileckék (Die Krimistunde), tévésorozat, Mr. Bruckberg
- 1980-1993: Úton (Auf Achse), tévésorozat - Franz Meersdonk
- 1986–1998: Berlini ügyvéd (Liebling Kreuzberg), tévésorozat - Robert Liebling ügyvéd
- 1984–2001: Tetthely (Tatort), tévésorozat - Paul Stoever főfelügyelő

### Lemezfelvételei

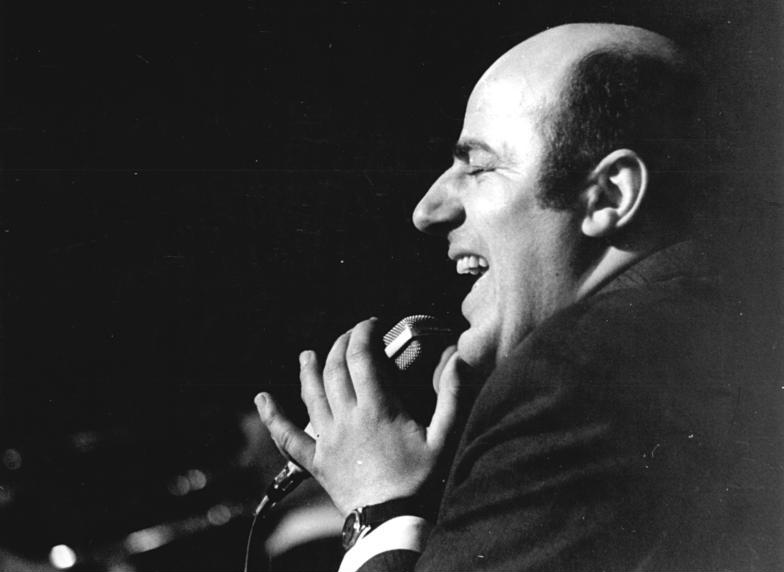
Egy 1972-es koncerten

Nagylemezei, listahelyezései
Lásd:

### Zenei hatása, öröksége
- Thomas Putensen német színész és zenész a Putensen Beat Ensemble zenekarral 2008 óta rendszeres koncerteket ad, Manfred Krug 1970-es években keletkezett zenei alkotásaiból.[28]
- 2017: Manfred Krug – Seine Lieder: Emlékalbum, Charles Brauer, Bill Ramsey(wd), Axel Prahl, Stefan Gwildis, Ulrich Tukur, Jan Plewka, Heinz Rudolf Kunze, Die Prinzen, Joy Fleming, Gunter Gabriel, Fanny Krug és Uschi Brüning(wd) közreműködésével.[29][27]

### Irodalmi művei
- Abgehauen. Ein Mitschnitt und ein Tagebuch. Econ Verlag, Düsseldorf 1996, ISBN 978-3-547-75723-1.
- 66 Gedichte, was soll das? Econ, Düsseldorf 1999, ISBN 3-430-15728-5 (Buch und CD).
- Mein schönes Leben. Econ, München 2003, ISBN 3-430-15733-1.
- Schweinegezadder. Schöne Geschichten. Ullstein Verlag, Berlin 2008, ISBN 978-3-550-08731-8.
- MK Bilderbuch. Ein Sammelsurium. Schwarzkopf & Schwarzkopf Verlag, Berlin 2012, ISBN 978-3-86265-106-1.

## Kitüntetései
1976 előtt
- 1962: Heinrich-Greif-díj, I. osztály, az Auf der Sonnenseite c. film alkotóközösségének
- 1963: Erich-Weinert-érem az Egy nyár története c. filmért, Christel Bodensteinnel közösen
- 1968: Az NDK Nemzeti díja, I. osztály, a Wege übers Land c. film alkotóközösségének
- 1971: Az NDK Nemzeti díja, II. osztály
- 1972: A Csehszlovák Szocialista Köztársaság Dolgozók Filmfesztiváljának tiszteletdíja Az ellopott csata c. filmben nyújtott alakításáért
- 1973: Az NDK érdemrendje (Verdienstmedaille der DDR)

1977 után
- 1979: Goldene Europa német televíziós díj, a Saarländischer Rundfunk-tól
- 1984: Arany Bambi-díj
- 1986: Arany Gong-díj, a Berlini ügyvéd (Liebling Kreuzberg)-alakításért
- 1987: Adolf-Grimme-díj, arany fokozat, a Berlini ügyvéd 3. évadbeli alakításért, Jurek Beckerrel és Heinz Schirkkel közösen
- 1988: Adolf-Grimme-díj, ezüst fokozat, Berlini ügyvéd sorozat egészéért, Jurek Beckerrel és Heinz Schirkkel közösen
- 1990: Arany kamera-díj (1989)
- 1990: A Bajor televízió díja a Berlini ügyvéd sorozatért, Jurek Beckerrel und Werner Mastennel közösen
- 2001: Arany kamera-díj (2001), az olvasók szavazataival, a Tetthely sorozatért, Charles Brauerrel, Götz George-gal és Eberhard Feikkel közösen
- 2006: Osztrák Romy-díj, platina fokozat életművéért
- 2010: Mecklenburg-Elő-Pomeránia tartomány Arany Ökör-díja
- 2013: A Német Szövetségi Köztársaság Érdemkeresztje (Bundesverdienstkreuz), I. osztály
- 2015: Az Európai Unió Pro Europa kulrális díja, művészi életművéért
- 2016: A Progress filmintézet Paula-díja, a pályájukat a DEFÁ-nál kezdett, és az össznémet filmművészetben érdemeket szerzett művészeknek